# Miroslav Gradinarov
Miroslav Gradinarov (Dobrich, 10 de febrero de 1985) es un jugador profesional de voleibol búlgaro, juego de posición receptor/atacante.

## Palmarés

### Clubes
Copa de Rumania:
- 2017

Campeonato de Rumania:
- 2019
- 2017

Copa de Portugal:
- 2018

Campeonato de Portugal:
- 2018

Campeonato de Bulgaria:
- 2020

Supercopa de Bulgaria:
- 2020[2]